# 8 (siffra)
Siffran 8 (åtta (fil)) används för att beteckna talet 8 och är en siffra i varje positiv talbas som är 9 eller högre.

Teckenspråkets tecken för siffran 8.
Punktskriften för siffran 8.
Kilskrifttecken för 8 mellan andra siffror.
Signalflagga för siffran 8.
Mayakulturens tecken för siffran 8.
Babyloniska tecknet för siffran 8.